# نیشن
نیشن (به انگلیسی: The Nation) قدیمی‌ترین هفته‌نامه آمریکایی است که به طور مرتب منتشر می شود. مقالات این مجله شامل اخبار سیاست‌مداران ترقی خواه، اخبار فرهنگی و مطالب تحلیلی می شود. نیشن در ششم ژوئیه ۱۸۶۵، جایگزین لیبریتور شد با شعار:

«تلاش جدی برای بخشیدن روح انتقادی به سوالات پیرامون مسائل سیاسی و اجتماعی و همچنین رفتن به مصاف رذایلی چون خشونت، گزافه‌گویی و اخبار نادرست که بسیاری از نوشته‌های سیاسی روز را فاسد کرده است».
این مجله با همکاری مؤسسه نیشن منتشر می‌شود.

نیشن دفاتری در واشینگتن دی سی، لندن و آفریقای جنوبی دارد که به مواردی مثل معماری، هنر، شرکت‌ها، نیروی نظامی، محیط زیست، فیلم، مسائل حقوقی، موسیقی، صلح، شعر، سازمان ملل و خلع سلاح می پردازند.
تیراژ این هفته‌نامه در سال ۲۰۰۶ به اوج خود یعنی ۱۸۷۰۰۰ نسخه چاپی رسید ولی در سال ۲۰۱۰ به ۱۴۵۰۰۰ نسخه چاپی کاهش یافت. اگرچه اشتراکات دیجیتالی به ۱۵۰۰۰ افزایش یافته است.